# Korpholen
Korpholen är en fäbod i Leksands kommun, Djura kapellförsamling. Fäboden är invid den på 1400-talet utdikade sjön "Sjöbotten".
Den äldsta historien är häld i dunkel. Enligt traditionen skall bebyggelse ha funnits här redan på medeltiden. Primitiv järnslagg har påträffats i åkern söder om byn. På en jaktplatskarta från 1697 finns tre gårdstecken utmärkta i området där Korpholen ligger, men benämns "Linden", dvs. Rältlindor, som är närmaste bygranne, 1,5 kilometer från Korpholen.
Vid storskiftet i början av 1820-talet redovisas Korpholen som inägojord under Yttermo by, förutom två gårdar i nordöstra delen som låg under Rältlindor som fast bebodda gårdar. På Yttermodelen fanns 6 fullständiga gårdar, som då troligen utnyttjades som hemfäbodar. Under slutet av 1800- och början av 1900-talet var Korpholen hemfäboder till Yttermo. Här vistades man under våren och hösten, medan man under sommaren var upp till långfäbodarna i Björberget. Barnen gick i skola i Rältlindor fram till jul, därefter fortsatte man skolgången i Yttermo. Sista fäbodvistelsen var 1949. Som mest fanns här 12 gårdar, av vilka 11 idag är kvar. Dessutom har två modernare hus tillkommit.
Fäboden är klassificerad som ett Riksintresse för kulturmiljövård.